# Benedetto Majorana della Nicchiara
Benedetto Majorana della Nicchiara (Catània, 18 d'agost de 1899 – 22 de novembre de 1982) fou un polític sicilià. Membre de l'aristocràcia terratinent, va ser president de l'Associació Provincial d'Agricultors de Catània, i en 1947 alcalde de Militello amb Uomo Qualunque, partit amb el qual fou elegit diputat a l'Assemblea Regional Siciliana a les eleccions regionals de Sicília de 1947 i de 1951, i es va inscriure dins el grup del Partit Nacional Monàrquic. Per aquest partit fou escollit a les eleccions regionals de Sicília de 1955 i fou elegit president de l'Assemblea regional. Des del seu càrrec va donar suport Silvio Milazzo, qui el va nomenar assessor de finances i vicepresident regional, i amb el seu partit, la Unió Siciliana Cristiana Social, fou escollit novament diputat a les eleccions regionals de Sicília de 1959. Quan Milazzo va dimitir fou nomenat president regional el 23 de febrer de 1960, però es va veure obligat a dimitir el 29 de juny de 1961.
Decebut pels dirigents de la DCI, va presentar la dimissió com a diputat el 22 de febrer de 1963 i va ingressar en el Partit Liberal Italià, però no fou reescollit a les eleccions de 1963. Després fou nomenat conseller nacional de Confagricultura, i va rebre l'Estrella al Mèrit Rural.